# فرد جي. سلاتر
فرد جي. سلاتر هو سياسي أمريكي، ولد في 26 يونيو 1885 في غريس في الولايات المتحدة، وتوفي في 20 أغسطس 1943. نشط حزبياً في الحزب الجمهوري. وقد انتخب عضو جمعية ولاية نيويورك ‏ وانتخب عضو مجلس ولاية نيويورك ‏.